# Haliclona densaspicula
Haliclona densaspicula är en svampdjursart som beskrevs av Kazuo Hoshino 1981. Haliclona densaspicula ingår i släktet Haliclona och familjen Chalinidae. Inga underarter finns listade i Catalogue of Life.